# Gmina Šodolovci
Gmina Šodolovci (chorw. Općina Šodolovci) – gmina w Chorwacji, w żupanii osijecko-barańskiej.

## Miejscowości i liczba mieszkańców (2011)
- Ada - 200
- Koprivna - 113
- Palača - 241
- Paulin Dvor - 76
- Petrova Slatina - 209
- Silaš - 476
- Šodolovci - 338